# Helsingen (1994–2009)
Helsingen var från 1994 till 2009 namnet på en endagstidning som hade Söderhamn som utgivningsort men som riktade sig till hälsingar både i och utanför landskapet. Ungefär hälften av upplagan spreds utanför Hälsingland till utflyttade hälsingar.
Tidningen startades 1992 som Hälsingekuriren Fredag (se Hälsingekuriren) när dagliga tidningens spridning koncentrerades till Söderhamns kommun. Den namnändrades 1994 till Helsingen, som tidigare varit namn på en daglig tidning i Söderhamn (se Helsingen). När företagets ägare Oskar Bliss AB (Bo Präntare) sålde Hälsinge Kuriren 1997 såldes också Helsingen. Två år senare återtog Oskar Bliss AB Helsingen, eftersom Hälsinge Kuriren och dess ägare Ljusdals-Posten gick samman med Hudiksvalls Tidning och bildade företaget Hälsingetidningar. Då fanns inte längre intresse att utge en veckotidning med spridning i hela Hälsingland. Från 2002 fram till dess att tidningen lades ner under 2009, på grund av vikande upplaga, utgavs Helsingen av Gunnar Lidén Media i Söderhamn AB. Gunnar Lidén arbetade dessförinnan med tidningen, som drevs av hans moder Eva Lidén och hennes sambo Bo Präntare.